# Hebecnema vespertina
Hebecnema vespertina är en tvåvingeart som först beskrevs av Fallen 1823.  Hebecnema vespertina ingår i släktet Hebecnema och familjen husflugor. Arten är reproducerande i Sverige. Inga underarter finns listade i Catalogue of Life.